# ساعة الذروة

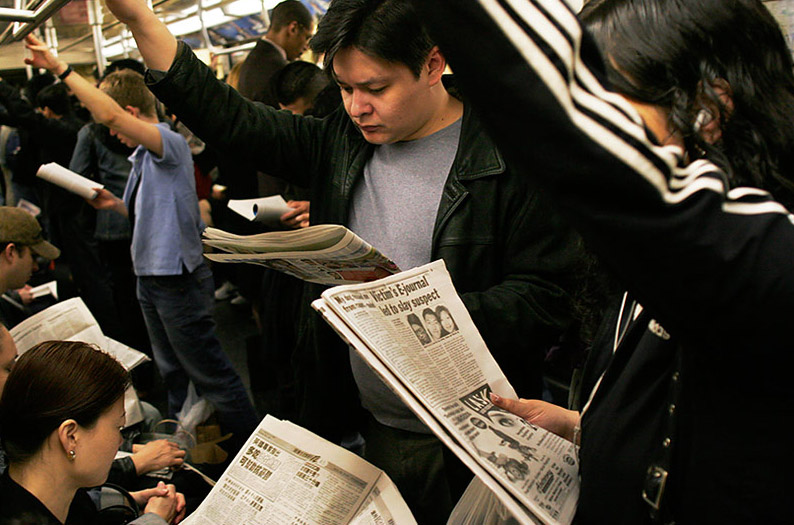
ازدحام الناس عند ساعة الذروة في مترو نيويورك

ساعة الذروة أو وقت الذروة جزء من اليوم يحصل فيها تكدس مروري وازدحام الناس في المواصلات العامة في أعلى مستوياته وبشكل كبير.
عادة تحدث مرتين في اليوم الواحد مرة في الصباح وأخرى عند الظهيرة، عند تنقل أغلب الناس. إن هذا المصطلح واسع جداُ ولكن غالباً يشير المصطلح إلى حركة المرور للسيارات الخاصة عندما يتواجد عدد كبير من السيارات في الشارع ولكن ليس عند تواجد عدد كبير من الناس، أو عند تواجد عدد اعتيادي من السيارات ولكن يوجد عرقلة تسبب البطء في السرعة.